# Kommunpartiet vår framtid
Kommunpartiet vår framtid (KVF) är ett lokalt politiskt parti i Gullspångs kommun. I valet 2006 erhöll partiet 1 050 röster, vilket motsvarade 30,12 procent. Därmed blev man andra största parti efter socialdemokraterna och vann representation i Gullspångs kommunfullmäktige med elva mandat.